# The Paradine Case
The Paradine Case is een Amerikaanse legal thriller-film uit 1947, geregisseerd door Alfred Hitchcock en geproduceerd door David O. Selznick. Het scenario is geschreven door Selznick en Ben Hecht, gebaseerd op een bewerking van
Alma Reville en James Bridie van een roman van Robert Smythe Hichens. De hoofdrollen worden vertolkt door Gregory Peck, Ann Todd, Alida Valli, Charles Laughton, Charles Coburn, Ethel Barrymore en Louis Jourdan.

## Verhaal
Maddalena Anna Paradine, een jonge buitenlandse vrouw die nu in Londen woont, wordt verdacht van het vergiftigen van haar oudere, blinde echtgenoot, een gepensioneerde kolonel. Voor iedereen, ook de kijker, is het niet direct duidelijk of ze een toegewijde vrouw is die vals is beschuldigd, of dat ze daadwerkelijk een meedogenloze femme fatale is.
Mrs. Paradine huurt Anthony Keane, een briljante en succesvolle advocaat, in om haar te verdedigen. Keane is al 11 jaar gelukkig getrouwd, maar wordt desondanks op slag verliefd op zijn cliënt. Zijn echtgenote krijgt dit door waarop Keane haar belooft de zaak aan een ander toe te wijzen, maar ze staat erop dat hij de zaak afmaakt. Ze weet dat als haar man de zaak verliest en Paradine voor moord zal worden veroordeeld tot de strop, Keane er emotioneel nooit meer bovenop zal komen. Als ze zijn liefde voor haar wil herwinnen, moet ze hem helpen de jury en de rechter te overtuigen van Paradine’s onschuld.
Keane richt zijn aandacht op de mysterieuze dienaar van de kolonel, Andre Latour. Keane beschouwt hem als een mogelijke zondebok om de schuld van de vergiftiging op af te schuiven. Hij probeert Latour zover te krijgen dat deze naar de rechtszaak zal komen, en hoopt hem daar tot een onbedoelde bekentenis te dwingen. Dit plan mislukt wanneer Latour zelfmoord pleegt. Mrs. Paradine is er razend over dat Keane Latour tot zelfmoord heeft gedreven, daar zij in het geheim een relatie met hem had. Ze uit in de rechtbank openlijk haar frustratie tegenover Keane, en geeft zelfs tegenover de jury toe dat ze inderdaad haar man heeft vermoord om bij Latour te kunnen zijn.
Keane blijft na de rechtszaak emotioneel gebroken achter. Hij keert met zijn vrouw huiswaarts, ervan overtuigd dat hij gefaald heeft en zijn carrière is geruïneerd. Zij geeft hem echter hoop voor de toekomst.

## Rolverdeling
| Acteur           | Personage                    |
| ---------------- | ---------------------------- |
| Gregory Peck     | Anthony "Tony" Keane         |
| Ann Todd         | Gay Keane                    |
| Alida Valli      | Mrs. Maddalena Anna Paradine |
| Charles Laughton | rechter Lord Thomas Horfield |
| Charles Coburn   | Sir Simon Flaquer            |
| Joan Tetzel      | Judy Flaquer                 |
| Ethel Barrymore  | Lady Sophie Horfield         |
| Louis Jourdan    | Andre Latour                 |
| Leo G. Carroll   | Sir Joseph                   |
| Isobel Elsom     | Innkeeper                    |

Regisseur Hitchcock heeft 38 minuten na aanvang van de film een cameo als een man die met een cello in de hand de trein op het station in Cumberland verlaat.

## Achtergrond

### Productie
David O. Selznick had reeds in 1933, toen hij nog bij MGM werkte, de rechten op Robert S. Hichens' roman gekocht. Hij wilde graag Greta Garbo de rol van Mrs. Maddalena Anna Paradine geven. Zij wees dit aanbod af na een eerste proefopname, mede omdat ze wilde stoppen met acteren. Howard Estabrook werd aan het project toegewezen als scriptschrijver. John Barrymore, Lionel Barrymore en Diana Wynyard zouden de hoofdrollen gaan vertolken. MGM keurde het script echter af vanwege het feit dat Mrs. Paradine uiteindelijk schuldig blijkt te zijn, en omdat de rechter werd neergezet als een sadist die maar wat graag mensen ter dood veroordeelt.
In 1942 kwam Selznick met een herziene versie van het script. Deze werd goedgekeurd, maar niet in productie genomen. In 1946 werd het script wederom herschreven en werd Hitchcock als regisseur toegewezen aan de film. Laurence Olivier zou de rol van Keane gaan spelen, maar hij wees de rol af om zich te kunnen richten op zijn rol in
Hamlet. Andere acteurs die in aanmerking kwamen voor de film maar de rollen afsloegen waren Ronald Colman, Ingrid Bergman, Maurice Evans, Joseph Cotten, Alan Marshal, James Mason, Hedy Lamarr, Claude Rains en Robert Newton. Selznick koos uiteindelijk Alida Valli, die op dat moment bekendstond als een van de bekendste actrices uit de Italiaanse filmindustrie, voor de rol van "Mrs. Paradine". Voor Alida Valli betekende de rol haar filmdebuut in Amerika. De film was tevens het Amerikaanse filmdebuut van Louis Jourdan.
The Paradine Case was de laatste film die Hitchcock maakte als onderdeel van zijn zevenjarige contract met Selznick. Er deden verhalen de ronde dat Hitchcock zijn samenwerking met Selznick inmiddels zat was. In een interview met François Truffaut gaf Hitchcock aan dat hij en zijn vrouw zelf een deel van het uiteindelijke scenario hadden geschreven, samen met de Schotse scenarioschrijver James Bridie. Selznick was echter niet tevreden met hun werk en liet zelfs tijdens de productie geregeld nieuwe scènes toevoegen of scènes veranderen.
De productie van de film duurde van 19 december 1946 tot 7 mei 1947.
 In november 1947 werden nog een paar scènes opnieuw gefilmd. De film is geheel opgenomen op drie sets in Selznicks studio in Culver City. Er kwamen geen opnames op locatie aan te pas, een primeur voor een van Selznicks films. Selznick zou volgens de verhalen geen kosten hebben bespaard om de film realistisch te laten lijken. De set voor de rechtbank is bijvoorbeeld een exacte kopie van de echt bestaande rechtbank in de Old Bailey in Londen. De set kostte 80.000 dollar om te bouwen.
 Het decor van de rechtbank had ook een plafond, iets wat normaal niet voorkwam bij studiosets. Hitchcock paste in de rechtbankscènes een paar nieuwe filmtechnieken toe. Zo liet hij dezelfde scène tegelijk opnemen met meerdere camera’s, elk gericht op een ander personage. Zodoende kon hij langere scènes in een keer opnemen zonder steeds de opname te moeten onderbreken om de camera op een ander personage te richten.
De film werd uiteindelijk voltooid tegen een budget van ongeveer $4.258.000. Selznick handelde de naproductie af, zoals de montage.

### Uitgave en ontvangst
The Paradine Case ging in première in Los Angeles op 29 december 1947, op 8 januari 1948 gevolgd door New York. Bij de première was de film 132 minuten lang, maar na de première liet Selznick de film nog wat bijsnoeien tot een lengte van 114 minuten. In 1980 ging de onverknipte versie van de film verloren bij een overstroming, waardoor de 114 minuten durende versie de enige versie van de film is die nog in omloop is.
The Paradine Case was financieel geen succes. De film slaagde er niet in het productiebudget terug te verdienen.
Reacties van critici waren doorgaans wel positief. Bosley Crowther van The New York Times gaf aan de film geslaagd te vinden, waaronder het acteerwerk en Hitchcocks regie. Ann Todd en Joan Tetzel werden in veel reviews geprezen om hun acteerwerk.

### Bewerkingen
Lux Radio Theatre zond in mei 1949 een hoorspel-versie van de film uit, met Joseph Cotten, Alida Valli en Louis Jourdan in de hoofdrollen.

## Prijzen en nominaties
Ethel Barrymore werd voor haar rol in de film in 1948 genomineerd voor een Academy Award voor beste vrouwelijke bijrol, maar verloor deze aan Celeste Holm in Gentleman's Agreement.